# Xian de Lhorong
Pour les articles homonymes, voir Luolong.
Le xian de Lhorong (洛隆县 ; pinyin : Luòlóng Xiàn) est un district administratif de la région autonome du Tibet en Chine. Il est placé sous la juridiction de la préfecture de Qamdo.

## Démographie
La population du district était de 39 280 habitants en 1999.
La ville de Zito comptait 9 240 habitants en 2000.